# André Esteves
André Santos Esteves (Río de Janeiro, 12 de julio de 1968) es un empresario brasileño, filántropo, chairman y sénior Partner del BTG Pactual y miembro del consejo de administración de la Conservación Internacional.
En el ranking "Multimillonarios del Mundo" de la revista Forbes, Esteves ocupa la 745ª posición. En 2016, fue listado entre los 70 mayores multimillonarios de Brasil por la Forbes, y, en enero de 2020, su patrimonio era estimado en US$4,7 mil millones – entre los multimillonarios brasileños, está en la 6ª colocación, en 2019.

## Biografía

### Juventud y formación académica
André Santos Esteves nació en una familia de clase media del barrio de la Tijuca, en la ciudad de Río de Janeiro, y obtuvo su título de licenciado en Ciencia de la Computación y Matemática por la Universidad Federal de Río de Janeiro (UFRJ).

### Trayectoria profesional
En 1989, comenzó a trabajar en el Banco Pactual como analista de sistemas, aún en la universidad, a los 21 años. Cuatro años más tarde, se hizo socio de la compañía.
En 2005, a los 37 años, él entró por primera vez en la lista de los multimillonarios de Brasil. El año siguiente, el Banco Pactual fue comprado por el banco suizo UBS y se hizo la principal división en América Latina, esa adquisición creó al UBS Pactual. En la institución, él quedó al frente de las operaciones del nuevo banco hasta cambiarse para Londres, donde asumió el cargo de Jefe Global de Renta Fija, entre 2007 y 2008.
En junio de 2008, dejó el UBS Pactual y, junto con un grupo de socios, creó el BTG Investments, una compañía global de inversiones con la misma cultura del Pactual. En mayo de 2009, el BTG Investments concluyó la adquisición del UBS Pactual, por US$2,5 mil millones, y creó el BTG Pactual.
Como CEO del banco BTG Pactual, fue el responsable por la gestión de la empresa, que tenía R$ 306,8 mil millones en activos y patrimonio, 245 socios, 3.500 operarios y oficinas en 20 países.
Durante su carrera, Esteves ocupó cargos de miembro de consejo en algunas instituciones, como BR Properties, BM&FBovespa y Banco Pan. Él fue miembro del Consejo Global de Consultores, formado por líderes y académicos notables de gobiernos de países desarrollados y de mercados emergentes.
En abril de 2016, pasó a actuar como Sénior Partner en el BTG Pactual, aconsejando el banco en temas estratégicos y apoyando el desarrollo de sus actividades y operaciones.

### BTG Pactual
El banco de que Esteves és CEO oferta servicios de asesoría en transacciones de fusiones y adquisiciones, renta variable, suscripción de deuda (debt underwriting), asset management, wealth management, sales and trading, préstamos y financiaciones (corporate lending) y administración de fondos para clientes, incluyendo sociedades anónimas, instituciones financieras, gobiernos y personas de alto patrimonio. El banco actúa también en inversiones propietarios (tanto la clase de activos netos cuánto de activos no netos).
En 2012, el BTG inició sus inversiones en activos forestales, firmando contrato de adquisición de la TTG Brasil Inversiones Forestales (“TTG Brasil”), una de las mayores empresas de gestión de activos forestales de América Latina. Es reconocido por ser uno de los principales bancos de inversión en los mercados emergentes, el mayor banco de inversión independiente y la mayor gestora de activos de Brasil.
En 2014, el BTG Pactual consolidó su reconocimiento a nivel internacional, expandiendo negocios en América Latina a través de la licencia bancaria en Chile y de la adquisición del banco suizo BSI.
Actualmente, el Banco lidera el mercado de inversiones en América Latina, y recibió diversos premios en el mundo entero, incluso como lo mayor banco privado de Brasil.
En asamblea ordinaria del 29 de abril de 2022, la junta de accionistas de BTG Pactual eligió a André Esteves como presidente del Consejo de administración. Esteves regresó oficialmente al comando del Banco, reemplazando a Nelson Jobim, quien se mantendrá en el directorio.

### Premios al BTG Pactual en su gestión
- Elegido el Banco de Inversiones más innovador de América Latina por la The Banker (2013) y el Mejor Banco de Inversiones de Brasil y de Chile por la World Finance (2013);[26]

- Líder en emisiones de acciones en América Latina desde 2004 (Dealogic) y en Brasil (Bloomberg, 2012), electa a Mejor Merger & Acquisition House (Brasil) y la Mejor Equity House (Brasil, Chile y América Latina) por la Euromoney (2013)[27]

- Líder en volumen y número de transacciones de renta fija de empresas brasileñas en el mercado internacional (Dealogic, 2013) y en operaciones de M&A en Brasil (Thomson Reuters, 2013);[28]

- Considerada la mejor casa de Research de América Latina (2012) y de Brasil (2012 y 2013) y líder en Sales&Trading en América Latina (2013) y en Brasil (2013 y 2012) por la Institutional Investor[29]

- Asset Management electa la Mejor Gestora de Fondos de Brasil por la revista Examen/FGV, por dos años consecutivos (2012 y 2011);[30][31]

- Wealth Management escogida el Mejor Private Bank de Brasil por las revistas The Banker y Euromoney (2013);[32]

- Mejor banco de Equities Sales de Brasil en el ranking de la Institutional Investor (2017);[33]

- Electo como mejor “solución financiera” en el Premio Master inmobiliario del Estadão con el Fondo del BTG Pactual (2017)[34]

- BTG Pactual es 5º mayor banco brasileño, según la revista "The Banker" (2017);[35]

- “Mejor Plataforma de Varejo Selectivo” en el Premio Mejor Banco para Invertir (MBI), realizado por el Centro de Estudios en Finanzas de la Fundación Getulio Vargas (FGV) en asociación con la Fractal Consult (2018);[36]

- Electo "Banco más transparente de Brasil" por el informe “Las 100 Mayores Empresas y los 10 Mayores Bancos Brasileños” divulgado por la Transparencia Internacional (2018);[37]

- Elegido el "Mejor Banco de Inversiones" en Brasil, en Chile y en Colombia por la revista británica World Finance (2018);[38][39]

- Mejor Banco de Inversiones en Brasil por la LatinFinance (2019);[40]

- Mejor Banco de Inversiones en América Latina por la LatinFinance (2019);[41]

- Mejor Wealth Management por la LatinFinance (2019);[42]

- Mejor Private Bank en Brasil por la Euromoney, Global Finance y World Finance (2019);[43][44]

- Mejor Banco de Inversiones en Brasil por la Euromoney, World Finance (2019);[45]

- Mejor Banco de Inversiones en Mercados Emergentes por la Euromoney (2019);[46]

- Mejor Equipo de Research de Brasil y de América Latina por la Institutional investor (2019).[47]

### Premios individuales recibidas
- Personalidad del Año por la Cámara Brasileña de Comercio de Reino Unido en 2014.[48]

- Personalidad del Año por la Cámara de Comercio Brasil-Estados Unidos en 2012.[49]

- Nombrado una de las 50 personas más influyentes del mundo por la Bloomberg en 2012.[50]

- Ejecutivo de Destaque en el área de bancos e instituciones financieras por el periódico Valor Económico por tres años consecutivos, en 2013, 2012 y 2011.[51]

- Uno de los líderes más admirados del año por la revista Carta Capital, por dos años consecutivos, en 2012 y 2011.[52]

- Nombrado uno de los “100 Brasileños Más Influyentes” por la revista Época, por cuatro años consecutivos, en 2012, 2011, 2010 y 2009.[53]

- Personalidad del Año por la Latin Finance en 2011.[54]

- Electo uno de los 25 ejecutivos más influyentes en el sector financiero, en consonancia con investigación de la Inversor Institucional en 2009.[55]

- CEO del año, según la revista IstoÉ Dinero en 2011.[56]

- Nombrado “Líder en Instituciones Financieras” por la Líderes de Brasil en 2013.[57]

### Filantropía
Esteves ha apoyado iniciativas, proyectos e instituciones que ayudan a mejorar la educación, fortalecer la salud y promover los artes en Brasil – instituciones como la Universidad de São Paulo, el Hospital de Cáncer de Barretos, el Museo de Arte Moderno de São Paulo, AACD, Fraternidade Hermana Clara, TUCCA, Hogar de los Niños, Instituto Haciendo Historia, Instituto Deporte y Educación, Instituto Bacuri, AlfaSol, Instituto Reciclar, GRAACC y Proyecto Autobús Libros.
Integran aún la lista de iniciativas e instituciones: Endeavor, Universidad de São Paulo (USP), Fundación Estudiar, Insper, Poli, Instituto Baccarelli, Instituto Tenis, Orquesta Filarmônica de Minas Generales  y Fundación Iberê Camargo, en Porto Alegre, con el patrocinio del espacio para eventos “Auditorio BTG Pactual” lanzado en 2017. Esteves también forma parte del Comité de Patronos del Museo de Arte del Río y fue miembro del Consejo de la Fundación Estudiar.

#### En nombre de la instrucción académica
Donó también de la Harvard Business School, permitiendo la renovación del Baker Hall, renombrado para Esteves Hall, una residencia de estudiantes usada por muchos extranjeros, especialmente brasileños.
En la misma institución, él compuso la bancada de miembros del Consejo Consultivo de América Latina.

### Ambientalista
Esteves es miembro del consejo de la Conservación Internacional, una de las instituciones más importantes del planeta en la conservación de la naturaleza, actuando en la promoción de sociedades saludables, sostenibles y el bienestar humano, por medio de tres ejes céntricos: capital natural, producción sostenible y gobierno. La Conservación Internacional posee nombres importantes de diversas esferas, como el actor Harrison Ford, que es vicepresidente de la institución con quién Esteves trabaja en asociación por proyectos en América Latina. El vocalista del Pearl Jam, Eddie Vedder, también ya promovió acciones junto con el empresario, en prol de la sustentabilidad y de la Amazônia brasileña.
André Esteves participó del Forum Económico Mundial en Davos, en 2020, y consideró que la imagen de Brasil ha mejorado entre los extranjeros, pero también destacó que el país necesita quedar alerta por la mitad ambiente, tema que direcciona las discusiones del Forum, afirmando que "Estamos gestionando la economía tan bien, no podemos derrapar en esa parte".

### Reconocimientos
En 2014, Esteves fue nombrado "Personalidad del Año", por la Cámara Brasileña de Comercio de Reino Unido, y una de las 50 personas más influyentes del mundo, por la agencia de noticias Bloomberg en 2012, siendo el único brasileño de la lista en la publicación.

### Vida personal
André Santos Esteves es hijo único creado por la madre, una profesora universitaria, con apoyo de la abuela. Es casado y tiene tres hijos.
Cuando preguntado sobre actividades durante tiempo libre, dice gustar cine, vino y buena comida. Entre sus pasiones, están la lectura y el equipo Fluminense.